# NK Pregrada
NK Pregrada je nogometni klub iz Pregrade.
Trenutačno se natječe se u 1. ŽNL Krapinsko-zagorskoj.